# Le Bec-Hellouin
Le Bec-Hellouin est une commune française située dans le département de l'Eure, en région Normandie. Elle est nichée au cœur de la vallée du Bec et bénéficie du label des plus beaux villages de France. Le village doit son origine (et son nom) à l’abbaye qui y fut fondée par le chevalier Hellouin vers 1035. Les habitants sont appelés Bexiens.

## Géographie

### Localisation
Le Bec-Hellouin est une commune du Centre-Ouest du département de l'Eure. Son territoire, au nord-est de celui de la ville de Brionne, s'étend au cœur de la vallée du Bec et déborde au sud-ouest et au nord-est sur les plateaux limitrophes.
Sa situation géographique couplée à ses caractéristiques paysagères rendent difficiles de définir sa région naturelle d'appartenance. Ainsi, l'atlas de paysages de Haute-Normandie la classe au sein de l'unité paysagère de la vallée de la Risle, mais semble tout de même inscrire l'ensemble de la vallée du Bec au sein de la campagne du Neubourg. Quant à l'Agreste, le service de la statistique et de la prospective du ministère de l'Agriculture, de l'Agroalimentaire et de la Forêt, il la classe au sein du Roumois (en tant que région agricole).
Cette incertitude s'explique par le caractère bocager et boisé des paysages de la commune comparables à ceux de la vallée de la Risle et donc totalement opposés à ceux du plateau du Neubourg, largement tournés vers la culture.
Toutefois, le Bec-Hellouin est à la fois situé : à l'est de la vallée de la Risle (limite naturelle entre le Lieuvin et le Roumois) et au sud des vallées d'Écaquelon et de l'Oison (limites naturelles entre le Roumois et le pays du Neubourg).
En conséquence, cette position géographique tend à confirmer l'appartenance du Bec-Hellouin à la campagne du Neubourg.
À vol d'oiseau, le bourg se situe à 18 km au nord-est de Bernay, à 20,5 km au sud-est de Pont-Audemer, à 35 km au sud-ouest de Rouen et à 39 km au nord-ouest d'Évreux.
| Pont-Authou,        | Thierville (par un angle), Malleville-sur-le-Bec | Malleville-sur-le-Bec           |
| Pont-Authou Brionne | Bec-Hellouin                                     | Malleville-sur-le-Bec Bosrobert |
| Brionne             | Brionne Calleville                               | Bosrobert Calleville            |

### Géologie et relief
La superficie de la commune est de 9,55 km2 ; son altitude varie de 46  à   141 mètres.

### Voies de communication et transports
Le Bec-Hellouin est traversé :
- dans le sens sud-est/nord-ouest par la départementale 39 qui relie Le Neubourg à Pont-Audemer ;
- dans le Sud-Est de son territoire, par la départementale 38 qui relie, entre autres, Bourgtheroulde à Bernay.

Par ailleurs, la commune se trouve sur le tracé de l'ancienne voie de chemin de fer qui a relié Évreux à Honfleur de 1889 à 1969. Cette voie, qui a participé à l'essor de l'agriculture locale et à l'émergence du tourisme balnéaire sur la côte normande, a été transformée en 2007 en une voie verte reliant le Bec-Hellouin à Évreux.

### Hydrographie

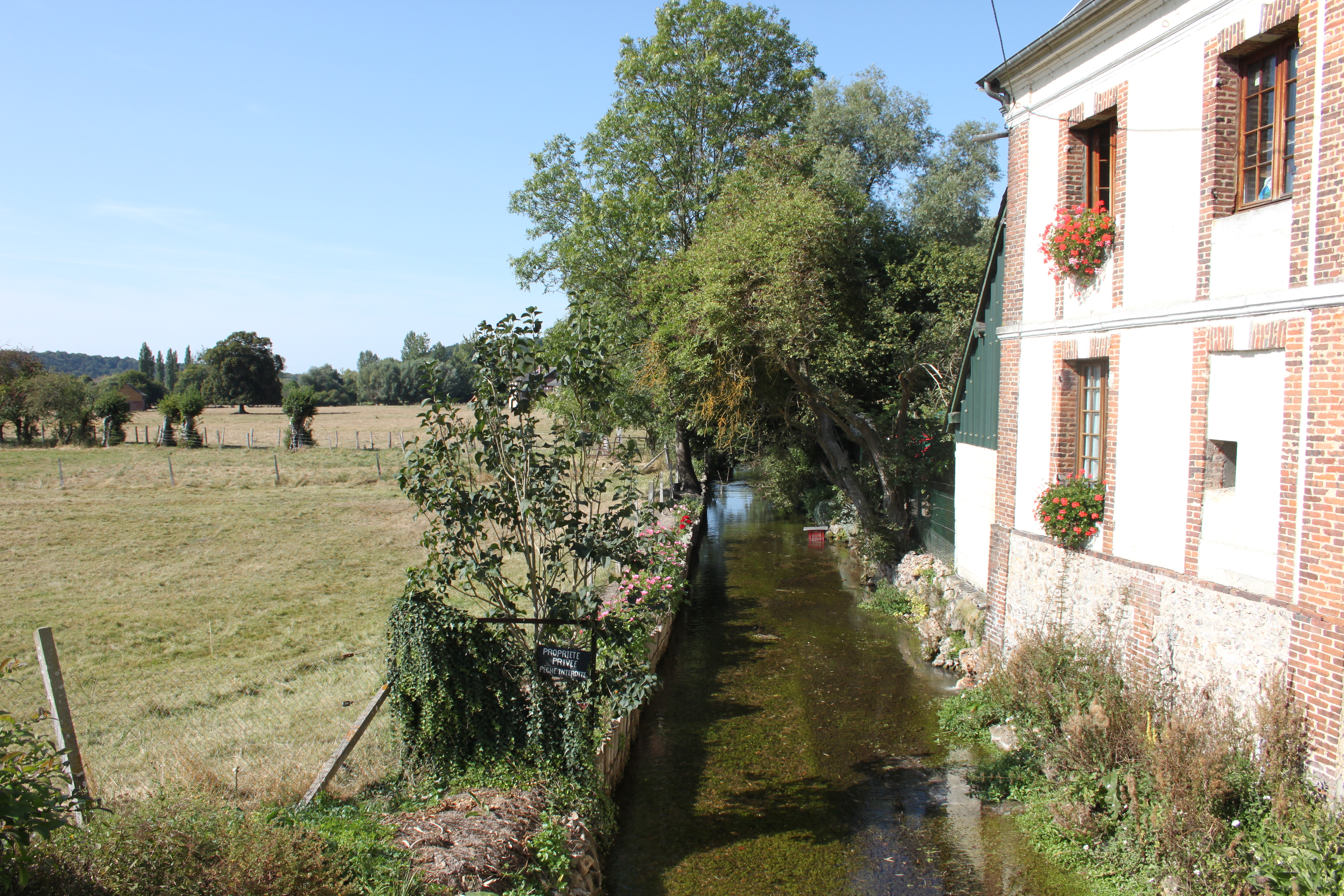
Le ruisseau du Bec à Saint-Martin-du-Parc.

La commune est située dans le bassin Seine-Normandie. Elle est traversée par le ruisseau du Bec qui prend sa source sur le territoire de la commune voisine, Bosrobert. Ce ruisseau fait son entrée au Bec-Hellouin par le sud-est, au lieu-dit Mémoulin, puis s'écoule en direction du nord-ouest. Il longe la départementale 39, et passe à proximité du monastère Sainte-Françoise-Romaine, au lieu-dit Saint-Martin-du Parc. Entre le Pont Boy et l'Ancien Moulin du Cat, le cours d'eau s'éloigne de la D 39 et se divise en deux bras qui évoluent globalement de façon parallèle dans les terres de l'abbaye Notre-Dame du Bec, puis à l'ouest du bourg. Ces deux bras finissent par se rejoindre dans le nord-ouest de la commune avant de s'écouler vers l'ouest jusqu'à Pont-Authou,.

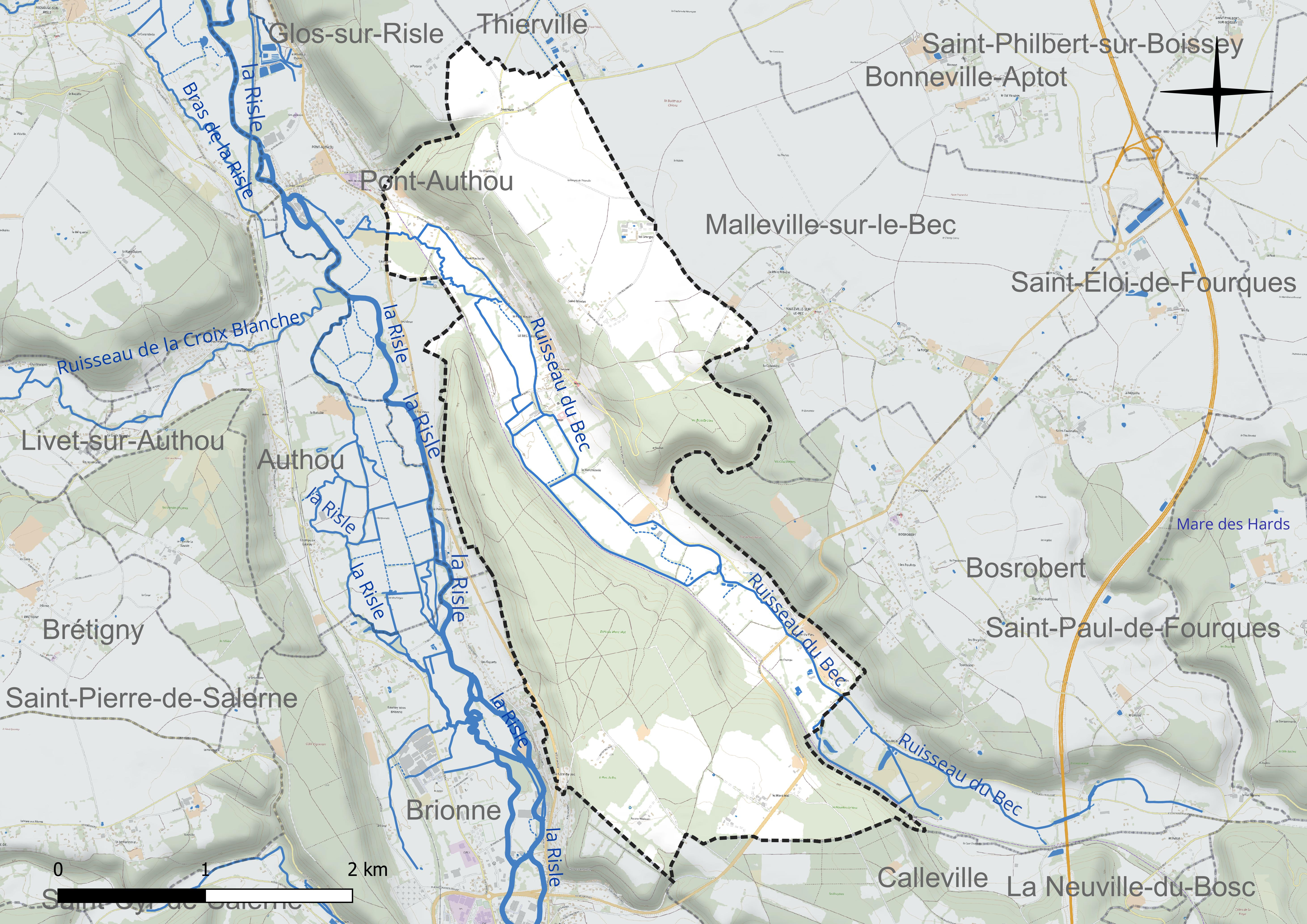
Réseau hydrographique du Bec-Hellouin.

### Climat
Pour des articles plus généraux, voir Climat de la Normandie et Climat de l'Eure.
En 2010, le climat de la commune est de type climat océanique altéré, selon une étude du CNRS s'appuyant sur une série de données couvrant la période 1971-2000. En 2020, Météo-France publie une typologie des climats de la France métropolitaine dans laquelle la commune est exposée à un climat océanique et est dans la région climatique  Côtes de la Manche orientale, caractérisée par un faible ensoleillement (1 550 h/an) ; forte humidité de l’air (plus de 20 h/jour avec humidité relative > 80 % en hiver), vents forts fréquents. Parallèlement le GIEC normand, un groupe régional d’experts sur le climat, différencie quant à lui, dans une étude de 2020, trois grands types de climats pour la région Normandie, nuancés à une échelle plus fine par les facteurs géographiques locaux. La commune est, selon ce zonage, exposée à un « climat contrasté des collines », correspondant au Pays d’Auge, Lieuvin et Roumois, moins directement soumis aux flux océaniques et connaissant toutefois des précipitations assez marquées en raison des reliefs collinaires qui favorisent leur formation.
Pour la période 1971-2000, la température annuelle moyenne est de 10,7 °C, avec  une amplitude thermique annuelle de 13,9 °C. Le cumul annuel moyen de précipitations est de 791 mm, avec 12,4 jours de précipitations en janvier et 8,5 jours en juillet. Pour la période 1991-2020, la température moyenne annuelle observée sur la station météorologique la plus proche, située sur la commune de Brionne à 4 km à vol d'oiseau, est de 11,5 °C et le cumul annuel moyen de précipitations est de 791,7 mm,. Pour l'avenir, les paramètres climatiques de la commune estimés pour 2050 selon différents scénarios d’émission de gaz à effet de serre sont consultables sur un site dédié publié par Météo-France en novembre 2022.

## Urbanisme

### Typologie
Au 1er janvier 2024, Le Bec-Hellouin est catégorisée commune rurale à habitat dispersé, selon la nouvelle grille communale de densité à 7 niveaux définie par l'Insee en 2022.
Elle est située hors unité urbaine et hors attraction des villes,.

### Occupation des sols
L'occupation des sols de la commune, telle qu'elle ressort de la base de données européenne d’occupation biophysique des sols Corine Land Cover (CLC), est marquée par l'importance des territoires agricoles (51,2 % en 2018), une proportion sensiblement équivalente à celle de 1990 (51,3 %). La répartition détaillée en 2018 est la suivante : 
forêts (47,8 %), zones agricoles hétérogènes (31,3 %), terres arables (14,9 %), prairies (4,9 %), zones urbanisées (0,9 %), mines, décharges et chantiers (0,1 %). L'évolution de l’occupation des sols de la commune et de ses infrastructures peut être observée sur les différentes représentations cartographiques du territoire : la carte de Cassini (XVIIIe siècle), la carte d'état-major (1820-1866) et les cartes ou photos aériennes de l'IGN pour la période actuelle (1950 à aujourd'hui).

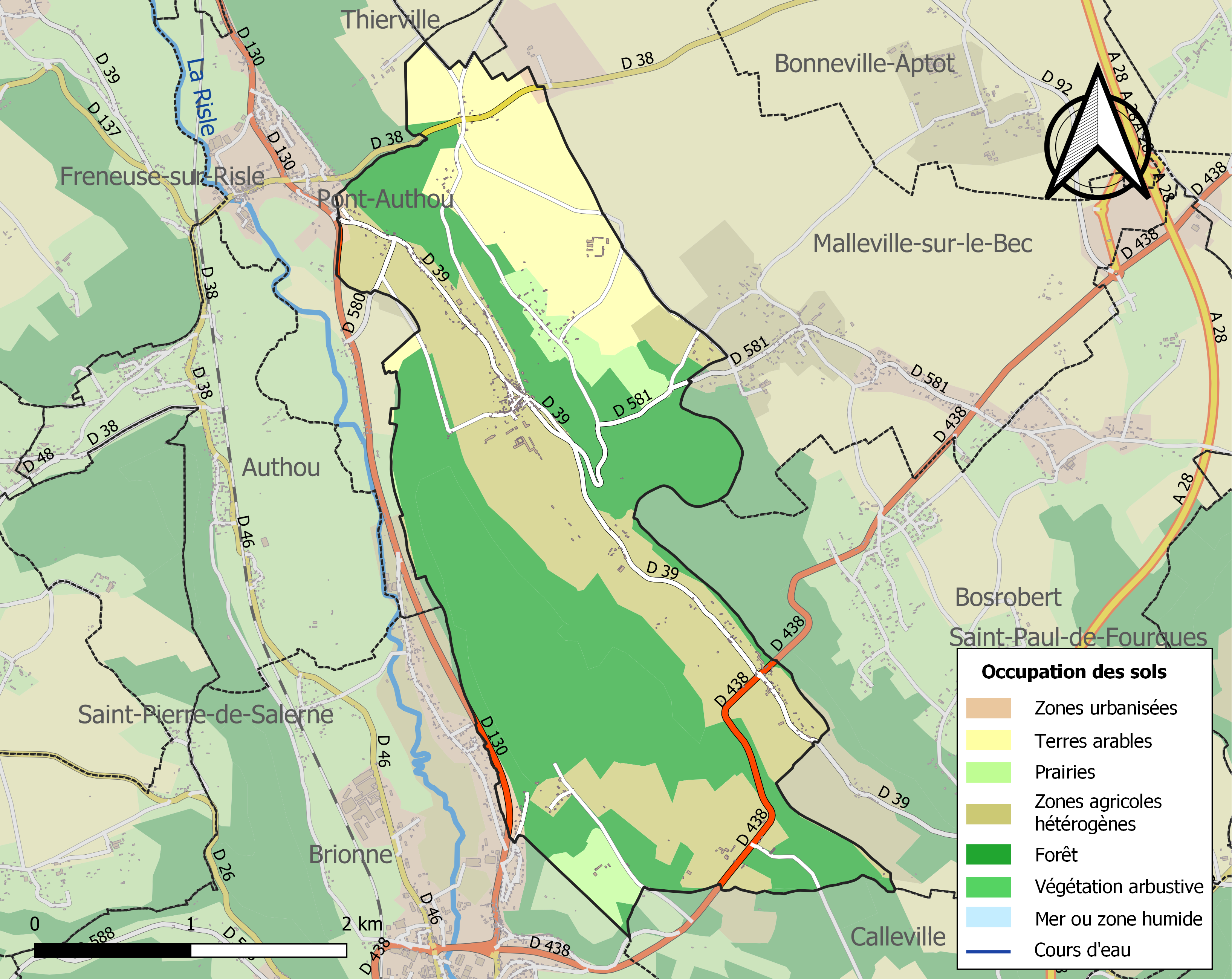
Carte des infrastructures et de l'occupation des sols de la commune en 2018 (CLC).

## Toponymie
Le nom de la localité est attesté sous les formes Beccus Herlevini vers 1160 (charte de Henri II, dans le Monasticon anglicanum), Beccus Helloini vers 1190 (registre Philippe Auguste), Beccus Heluyni en 1261 (cartulaire du Bec), Bec Heloyn en 1416, Bechelwim en 1428 (archives de l’Eure), Bois Helloin en 1451 (trésor des chartes), Behellouin en 1469, Bec Aeluyn en 1521 (aveu des religieux).
Le village tire son nom du ruisseau le Bec, appellatif normand d'origine norroise signifiant précisément « ruisseau », du scandinave bekkr « ruisseau ».
Hellouin se rapporte au bienheureux Herluin, fondateur de la célèbre abbaye de ce lieu. Nom de personne d'origine germanique Herlewinus formé des éléments Herle, de sens obscur, mais qu'on retrouve dans Arlette, issu de Herleva (Herlève) et dans Arlequin, issu de *Herlacyning, nom français Hellequin (cf. la Maisnie Hellequin), Hennequin. et win, ami (cf. norvégien venn, ami).

## Histoire
Fondée vers 1035 par Herluin, chevalier du comte Gilbert de Brionne, l'abbaye Notre-Dame du Bec devint très tôt un des centres de la spiritualité chrétienne grâce à l'arrivée du clerc italien Lanfranc, qui y fonda les écoles où allaient être formés les grands esprits des XIe et XIIe siècles, avant qu'il soit nommé abbé de Saint-Étienne de Caen puis archevêque de Cantorbéry et primat d'Angleterre. Mais c'est avec l'arrivée d'un autre Italien, saint Anselme, en 1059, que la pensée religieuse et philosophique atteint son point culminant et marqua tout l'Occident. Le rayonnement de l'abbaye fut important jusqu'au XIVe siècle. La guerre de Cent Ans, puis le régime de la commende la ruinèrent. Elle fut réformée au XVIIe siècle par les mauristes qui reconstruisirent les bâtiments monastiques, rétablirent les études et la discipline. Donnée en 1792 à l'administration militaire, elle fut transformée en caserne, puis en dépôt de remonte de cavalerie. Ce n'est qu'en 1948 que les moines olivétains des communautés de Mesnil-Saint-Loup et Cormeilles s'y installèrent et redonnèrent à l'abbaye son rayonnement spirituel et international. L'abbaye se développe alors, notamment en vue de l'œcuménisme, prôné par le concile Vatican II, que l'abbaye vit dans ses liens privilégiés avec la communion anglicane. En 1976, Dom Grammont envoie des moines refonder une abbaye en Terre Sainte à Abu Gosh. Mais, en 1990, l'abbaye connaît un véritable séisme, avec le départ synchronisé du père abbé, Dom Philippe Aubin, et de Mère Faimpe-Marie-Ephrem, supérieure du couvent voisin, pour des "raisons affectives". Depuis les années 2000, l'abbaye vit un certain renouveau, en encourageant le volontariat des jeunes au service de la rénovation des vieux bâtiments, qui participent à la restauration du logis abbatial inauguré en octobre 2017. L'association Chantiers Histoire et Architecture Médiévales participe ainsi à la restauration de l'édifice depuis 2015.

## Politique et administration
| Période                                  | Période                  | Identité           | Étiquette | Qualité       |
| ---------------------------------------- | ------------------------ | ------------------ | --------- | ------------- |
| Les données manquantes sont à compléter. |                          |                    |           |               |
|                                          |                          | Théodore Cahu      |           |               |
| mars 2001                                | 11 décembre 2008 (décès) | Francis Cavelier   |           |               |
| janvier 2009                             | 2014                     | Jean-Paul Vittecoq |           |               |
| 2014                                     | En cours                 | Pascal Finet       | DVD       | Fonctionnaire |

## Démographie
L'évolution du nombre d'habitants est connue à travers les recensements de la population effectués dans la commune depuis 1793. Pour les communes de moins de 10 000 habitants, une enquête de recensement portant sur toute la population est réalisée tous les cinq ans, les populations de référence des années intermédiaires étant quant à elles estimées par interpolation ou extrapolation. Pour la commune, le premier recensement exhaustif entrant dans le cadre du nouveau dispositif a été réalisé en 2007.

En 2022, la commune comptait 378 habitants, en évolution de −6,44 % par rapport à 2016 (Eure : −0,25 %, France hors Mayotte : +2,11 %).
| 1793 | 1800 | 1806 | 1821 | 1831 | 1836 | 1841 | 1846 | 1851 |
| ---- | ---- | ---- | ---- | ---- | ---- | ---- | ---- | ---- |
| 710  | 650  | 546  | 650  | 745  | 680  | 708  | 640  | 680  |

| 1856 | 1861 | 1866 | 1872 | 1876 | 1881 | 1886 | 1891 | 1896 |
| ---- | ---- | ---- | ---- | ---- | ---- | ---- | ---- | ---- |
| 580  | 610  | 727  | 647  | 604  | 686  | 581  | 600  | 563  |

| 1901 | 1906 | 1911 | 1921 | 1926 | 1931 | 1936 | 1946 | 1954 |
| ---- | ---- | ---- | ---- | ---- | ---- | ---- | ---- | ---- |
| 490  | 534  | 401  | 438  | 429  | 436  | 402  | 338  | 450  |

| 1962 | 1968 | 1975 | 1982 | 1990 | 1999 | 2006 | 2007 | 2012 |
| ---- | ---- | ---- | ---- | ---- | ---- | ---- | ---- | ---- |
| 465  | 566  | 439  | 470  | 434  | 406  | 413  | 414  | 420  |

| 2017 | 2022 | - | - | - | - | - | - | - |
| ---- | ---- | - | - | - | - | - | - | - |
| 396  | 378  | - | - | - | - | - | - | - |

## Culture locale et patrimoine

### Lieux et monuments
Le Bec-Hellouin est situé sur l'un des trajets du pèlerinage du mont Saint-Michel (Itinéraire culturel du Conseil de l'Europe), sur le chemin venant d'Amiens par Rouen et Montfort-sur-Risle.
La commune du Bec-Hellouin compte deux édifices classés au titre des monuments historiques :
- l'abbaye Notre-Dame-du-Bec et ancien logis abbatial (XIIe, XVe, XVIIe et XVIIIe)  Classé MH (2008)[37],[38].

Autres édifices :
- le monastère Sainte-Françoise-Romaine. Fondé en 1950 par Jeanne de Wavrechin, ce monastère d'oblates bénédictines se situe au lieu-dit Saint-Martin-du-Parc ;
- l'église Saint-André ;
- l'ancienne gare. En 1889, une voie de chemin de fer reliant Évreux à Honfleur est créée. Elle participe de l'essor de l'agriculture locale et de l'émergence du tourisme balnéaire. Le Bec-Hellouin, qui se trouve sur le tracé de cette ligne, possède sa propre gare. Cette voie ferrée ferme en 1969 faute de trafic suffisamment important. Laissée à l'abandon pendant de nombreuses décennies, elle est bitumée en 2007 et convertie en voie verte d'Évreux à la vallée du Bec. La gare est toujours là pour témoigner de ce passé[39].

Par ailleurs, le village comporte un ensemble de maisons à colombages typiques, groupées autour de l'abbaye Notre-Dame-du-Bec.

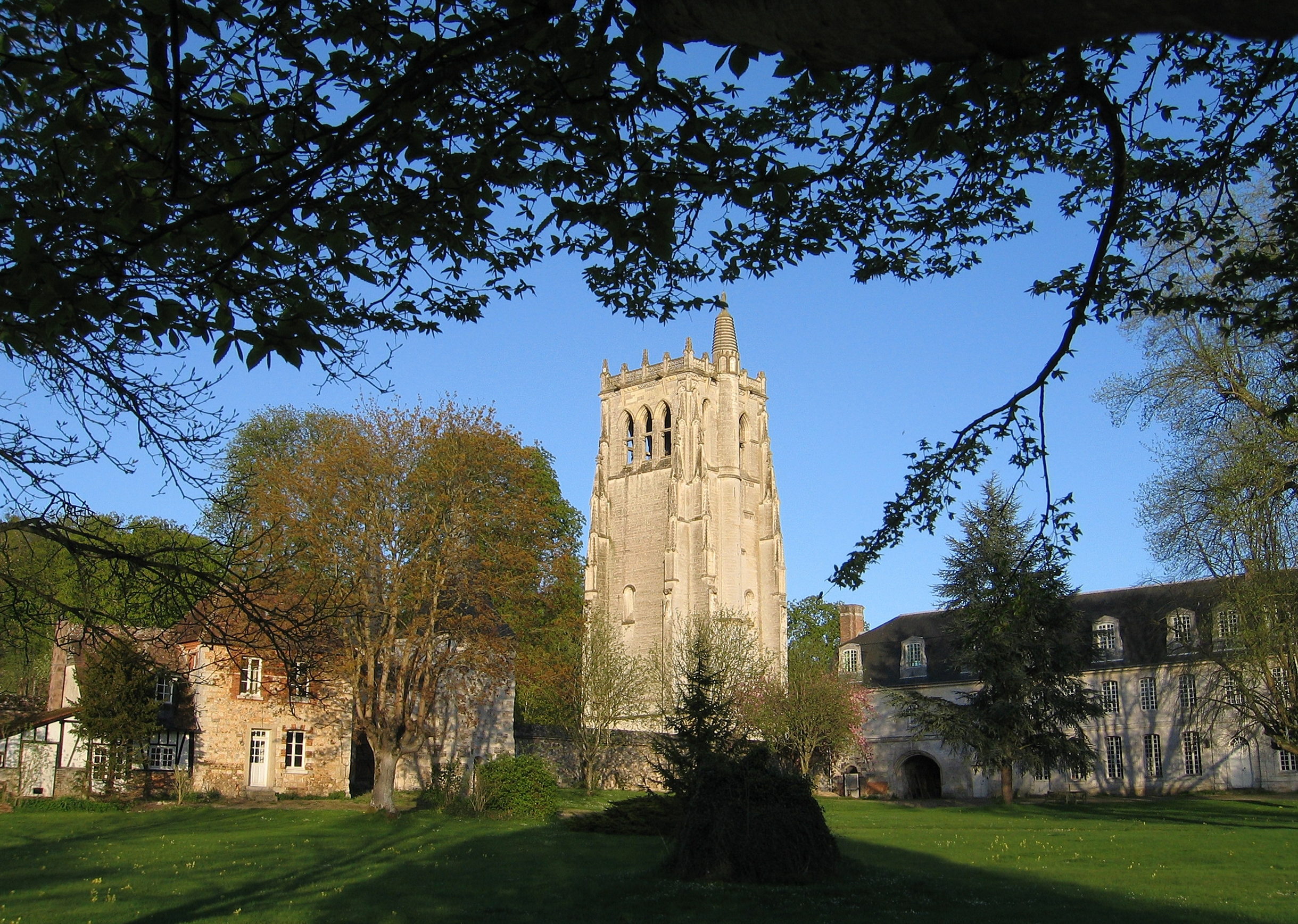
Tour Saint-Nicolas – face occidentale, à gauche, l'ancienne porterie et, à droite, le logis abbatial.
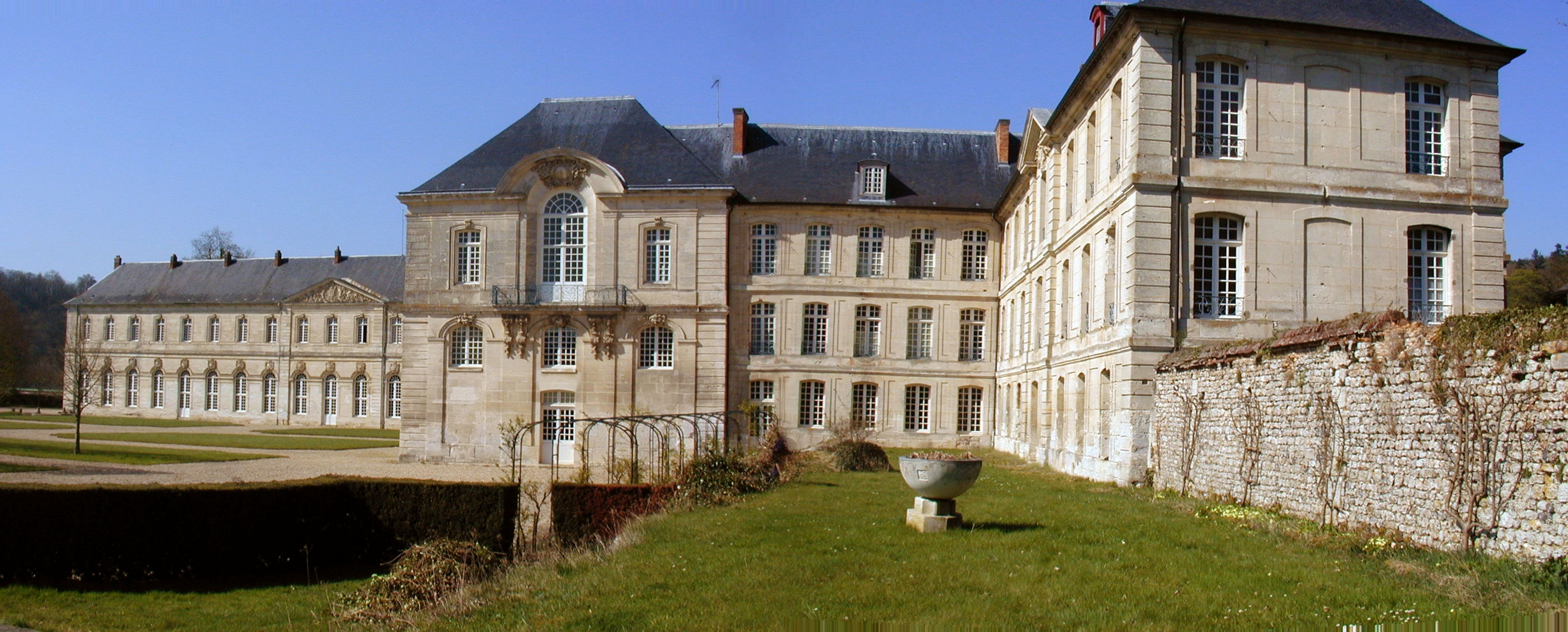
Façade sud de l'abbaye.
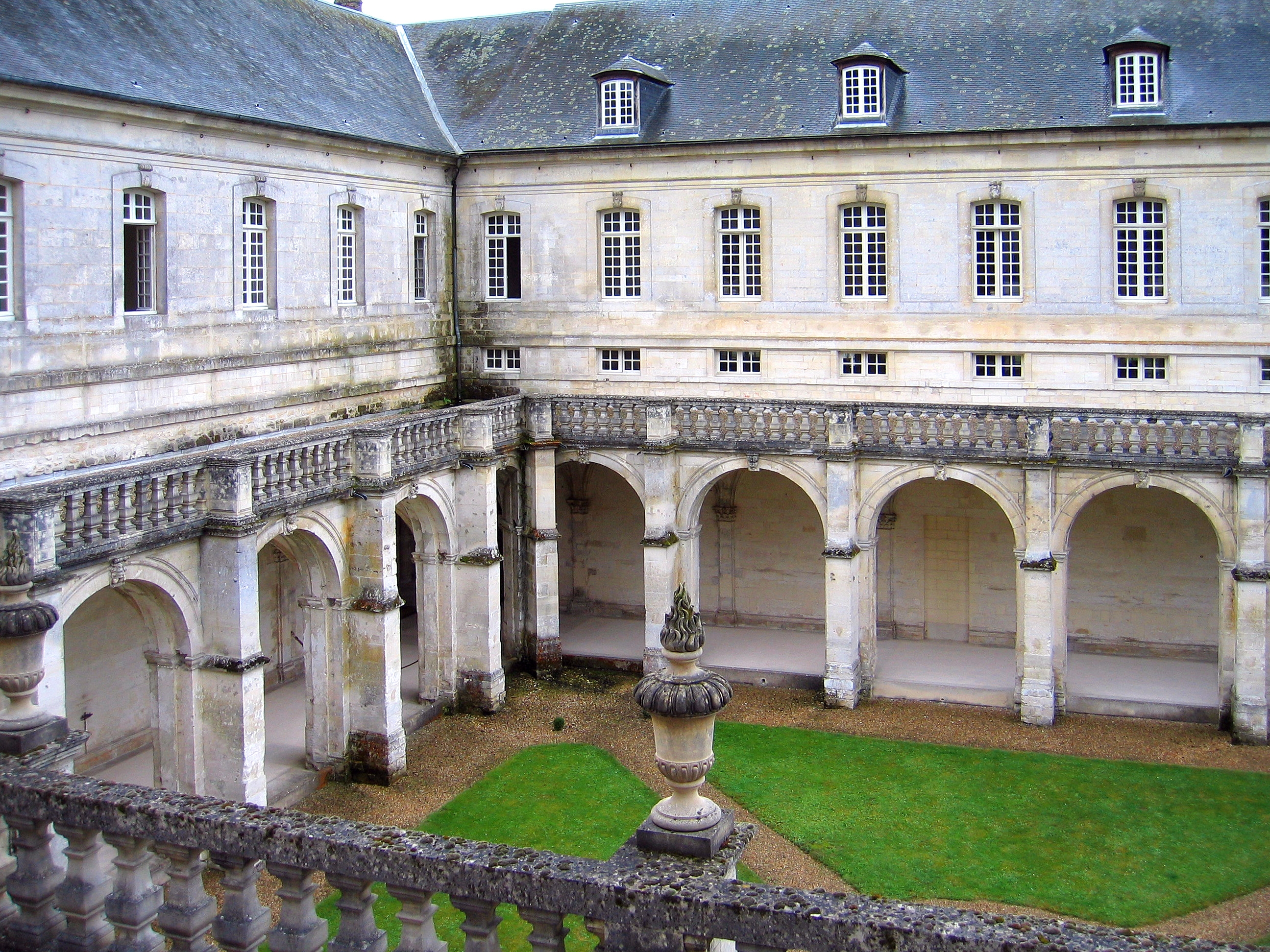
Le cloître.
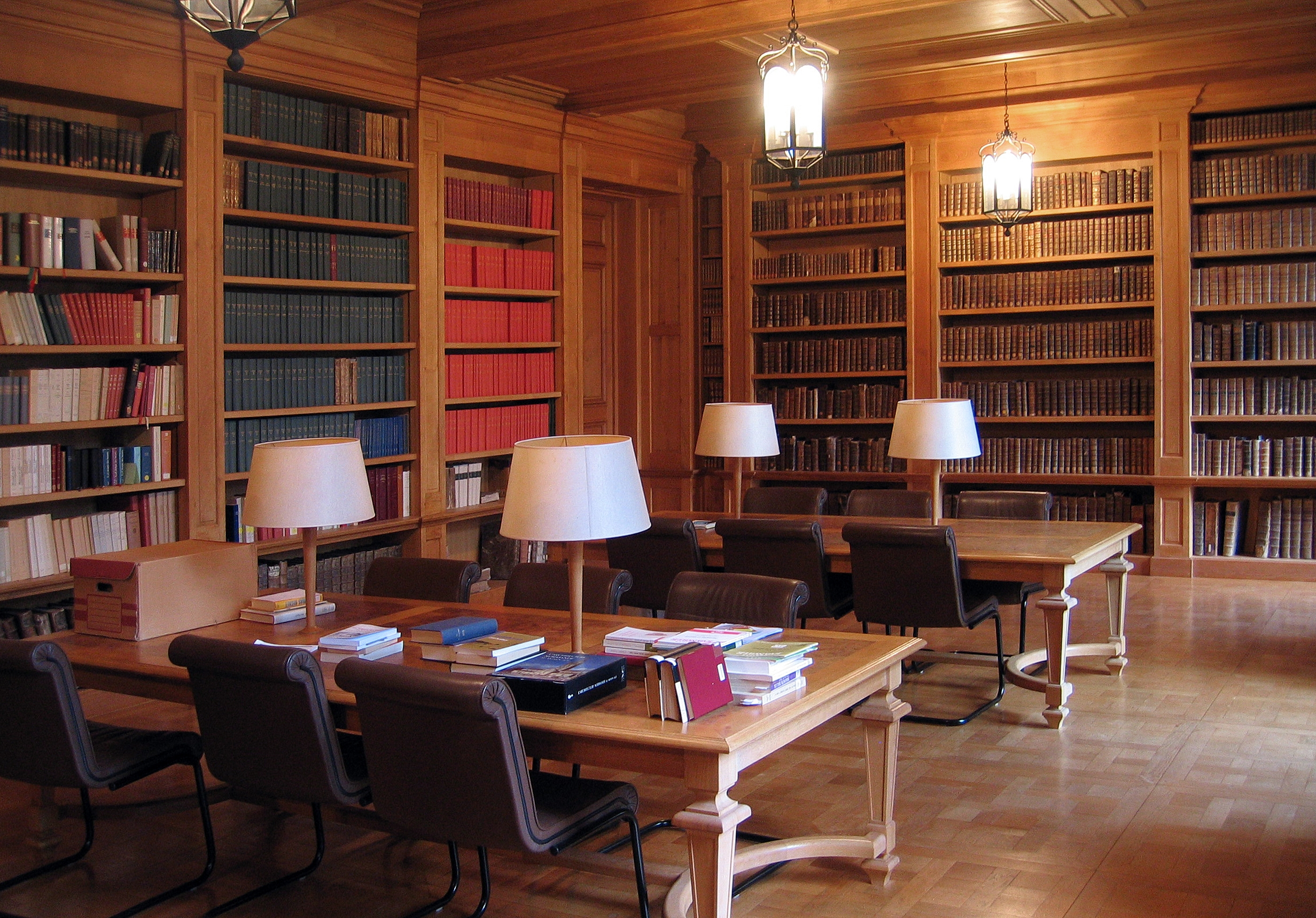
Bibliothèque.
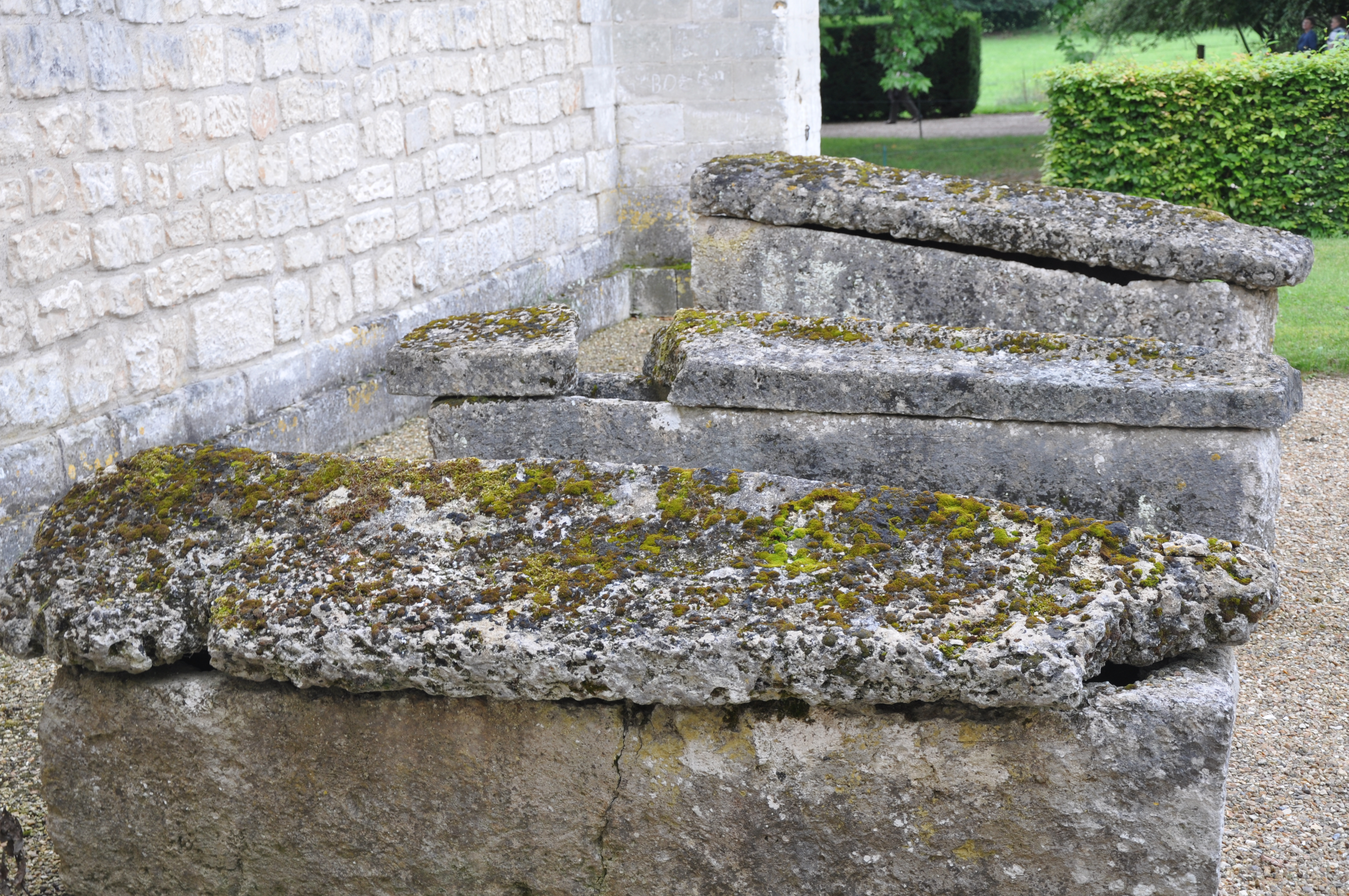
Sarcophages dans le parc de l'abbaye.

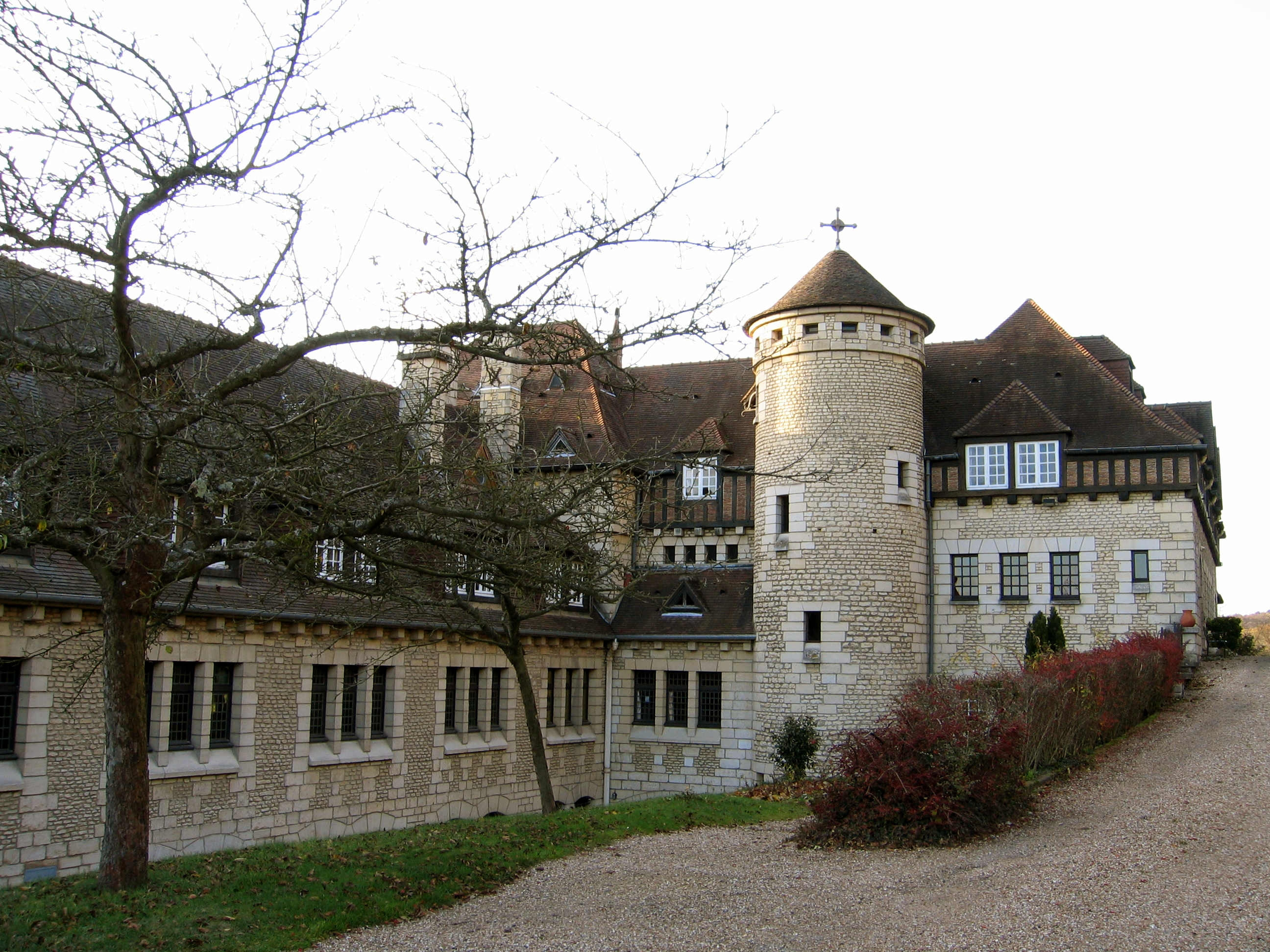
Monastère Sainte-Françoise-Romaine.
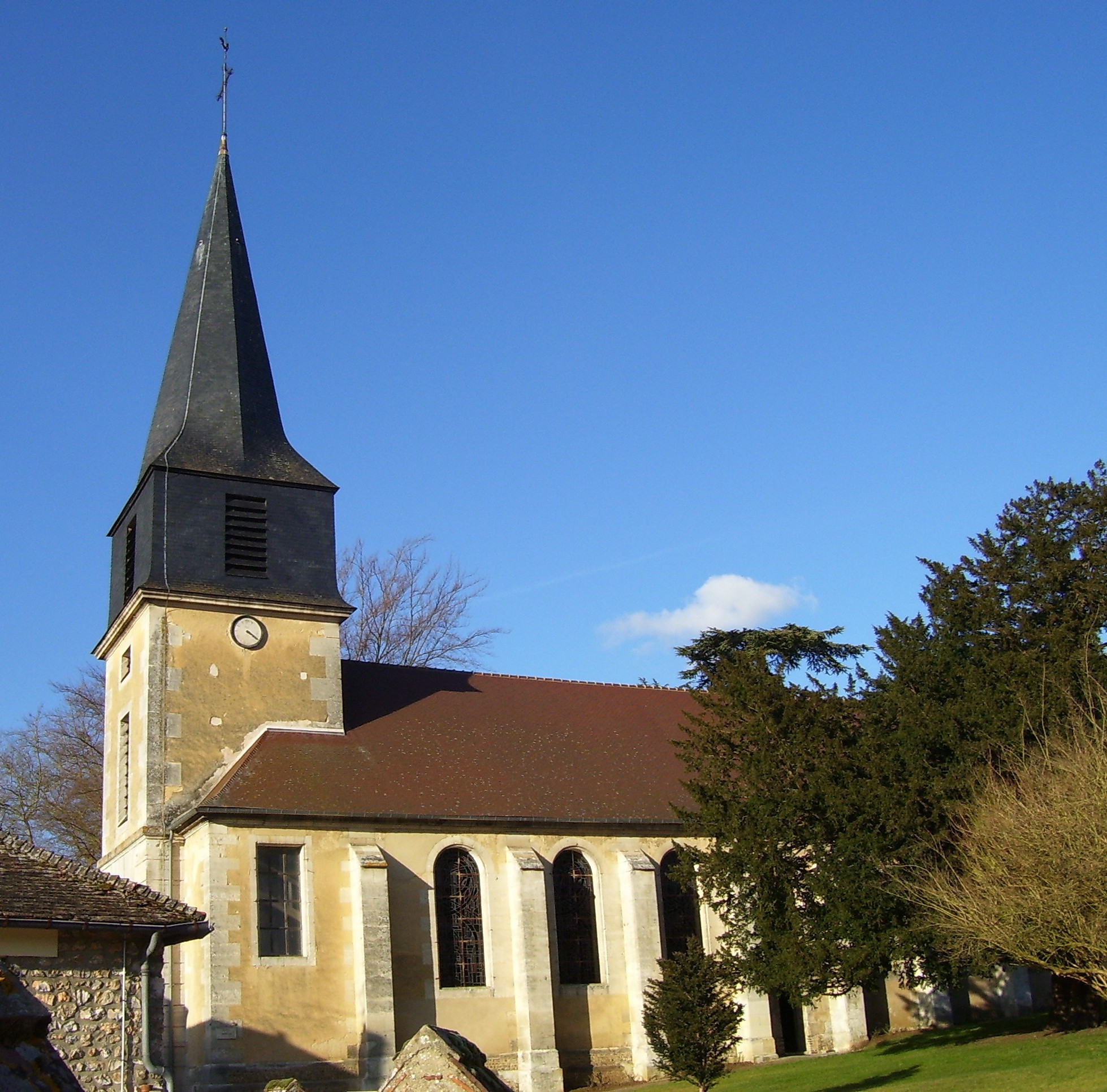
Église Saint-André.
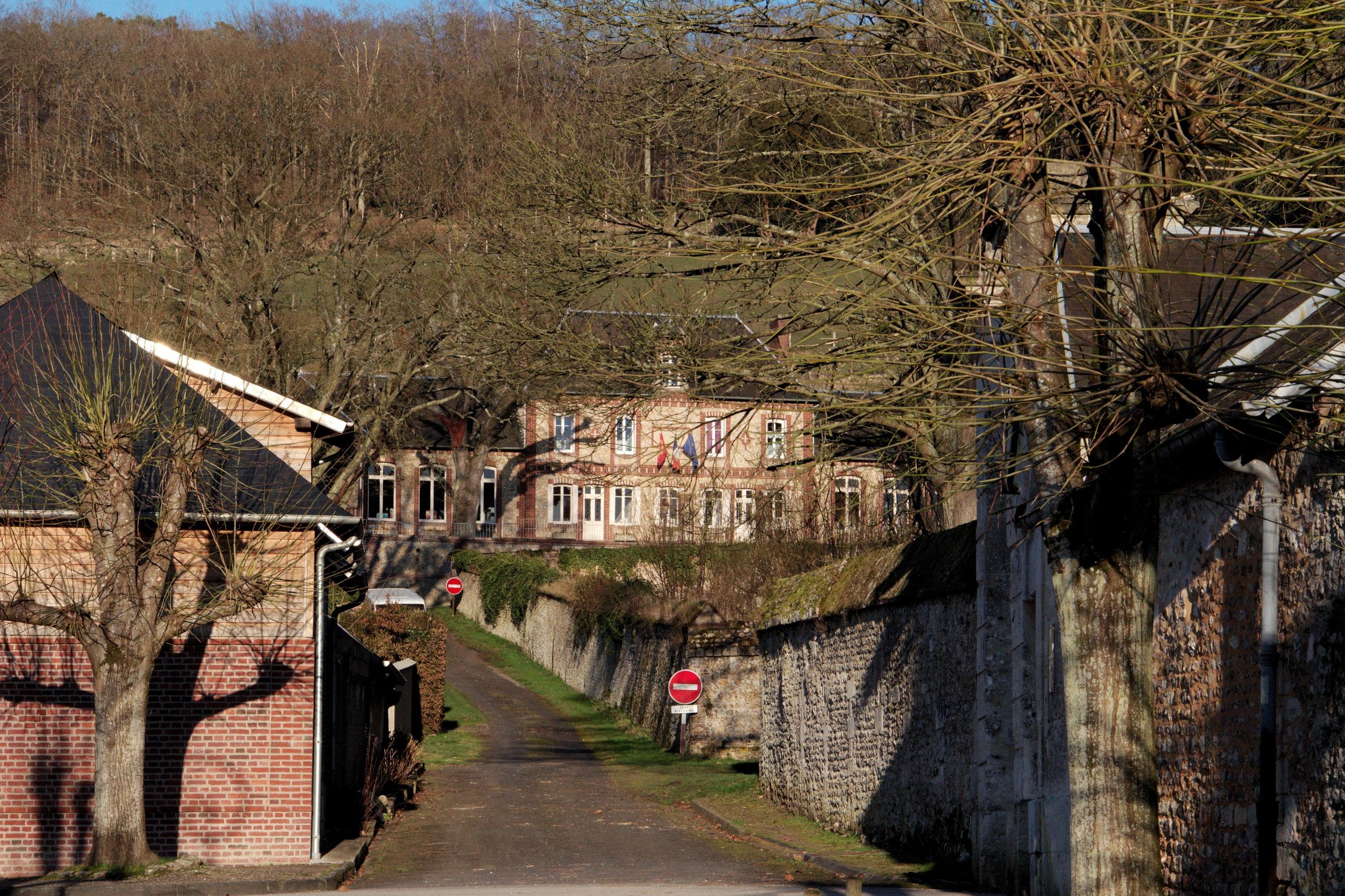
Mairie.
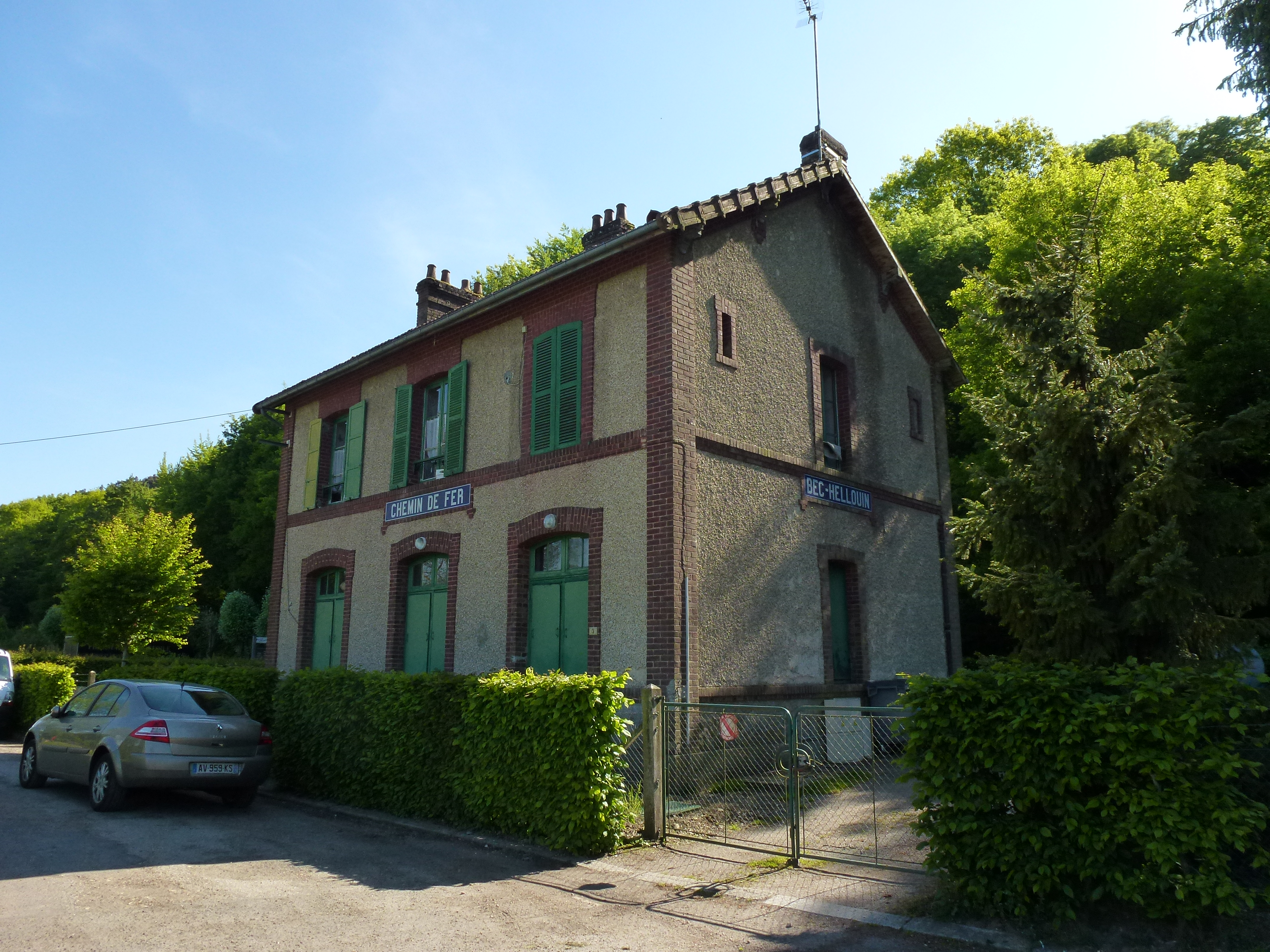
Ancienne gare du Bec-Hellouin (voie verte).
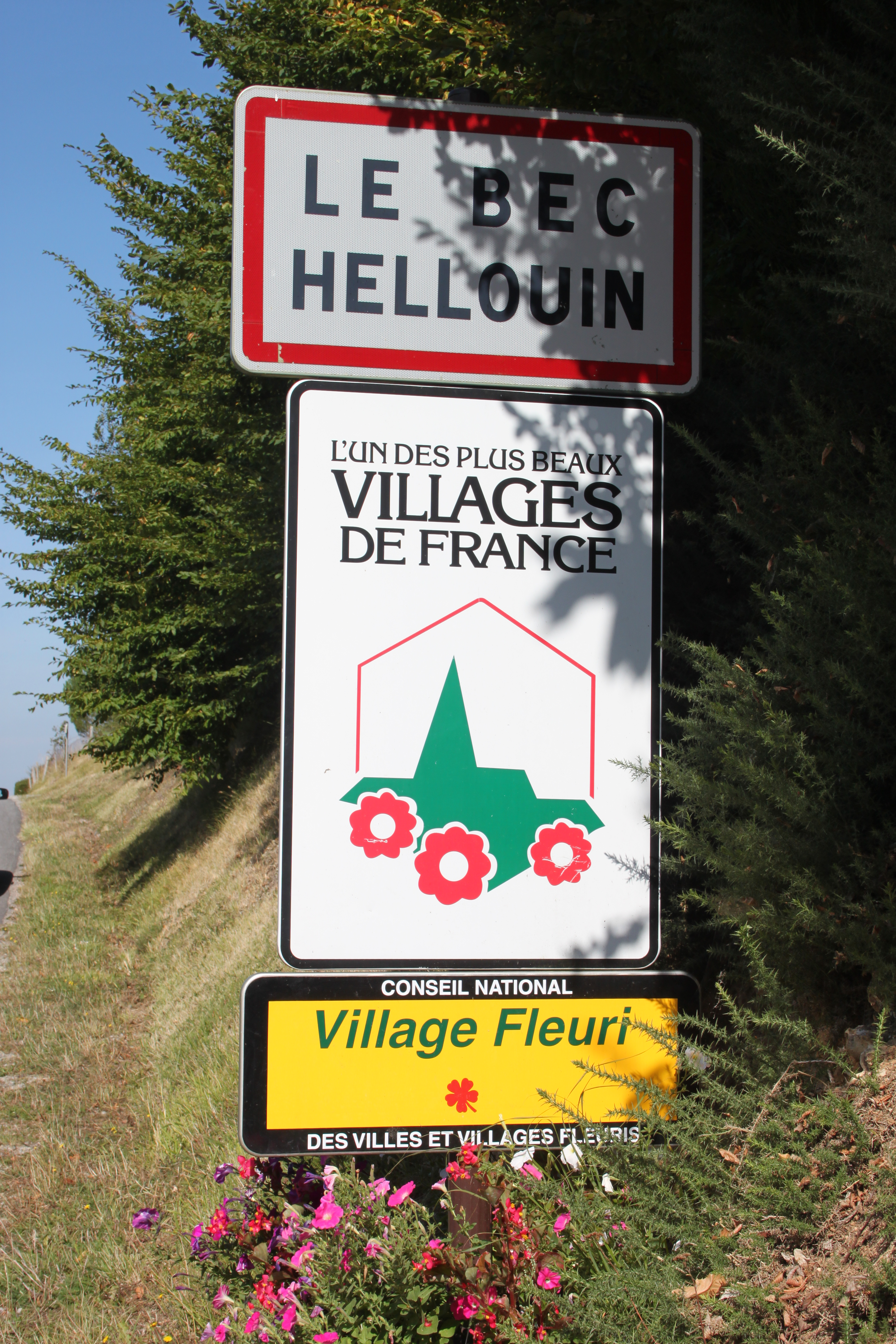
Panneau d'entrée du village.
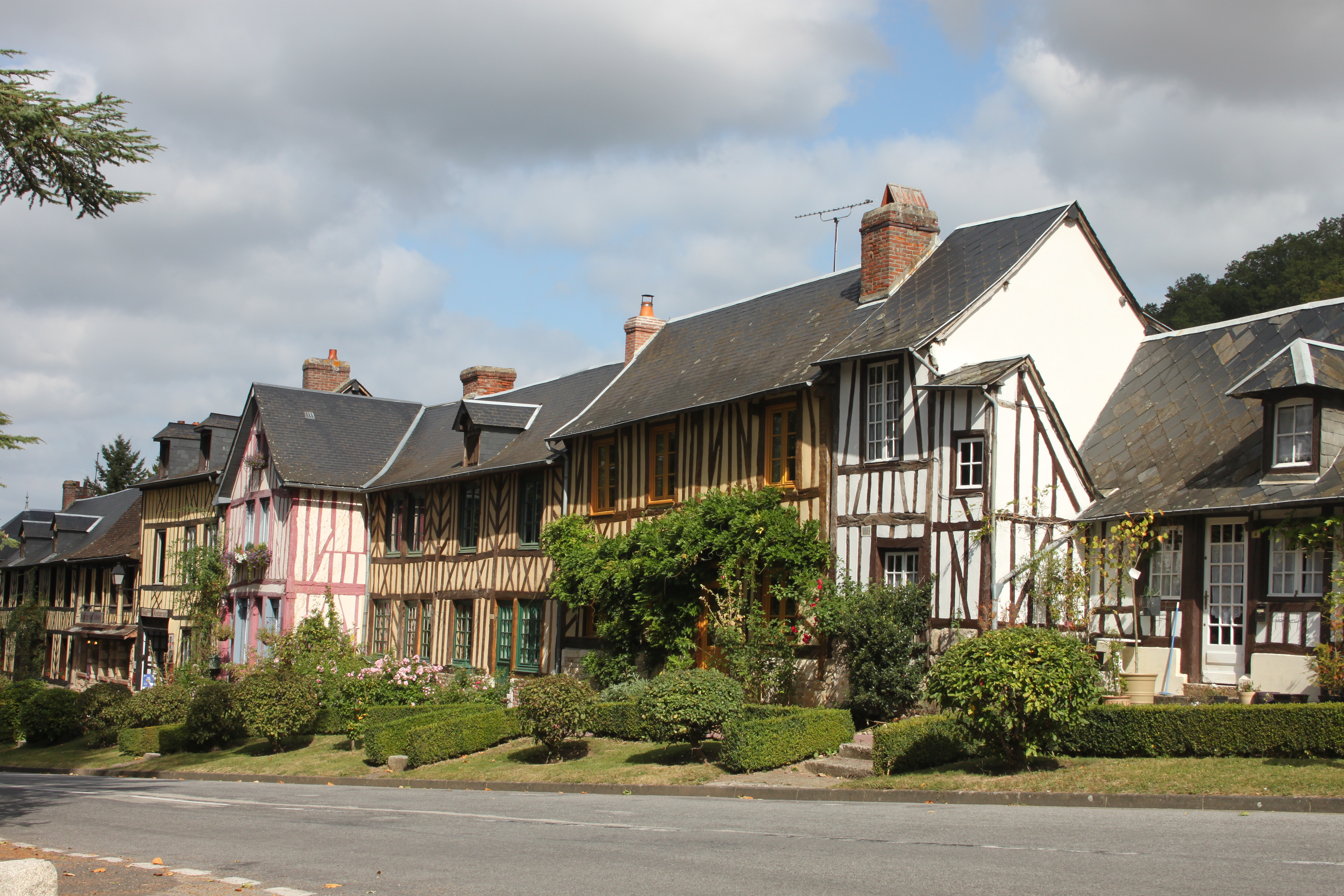
Rue principale.
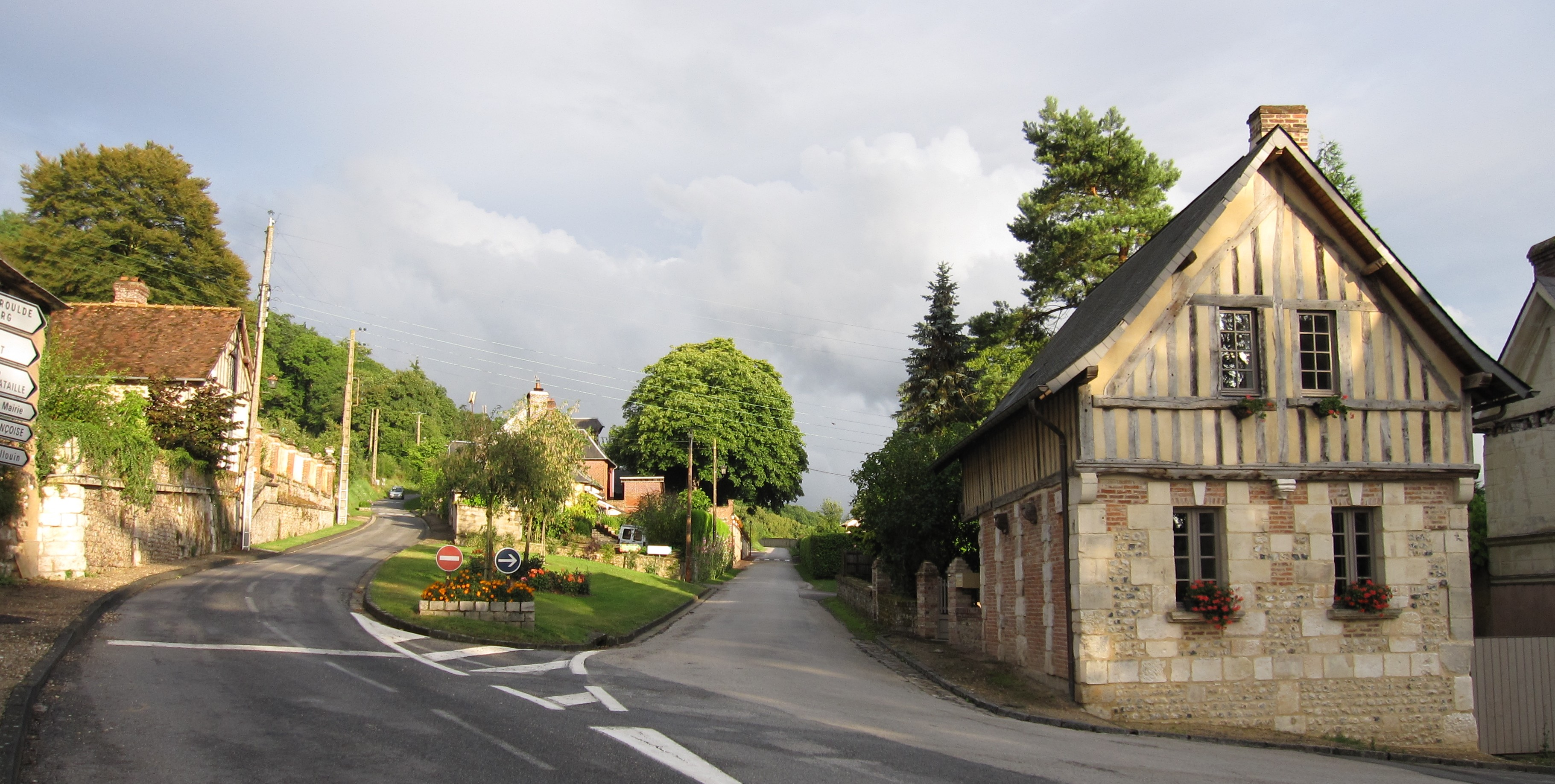
Vue d'une rue du village.

### Patrimoine culturel
Le nom L'Aventure est cité dans le poème de 1943 écrit par Louis Aragon extrait de La Diane française, et intitulé « Le Conscrit des Cent Villages ». Les trois principales sources de géolocalisation (Géoportail de l'IGN, ViaMichelin & Google Earth) localisent L'Aventure comme un hameau du Bec-Hellouin.

### Patrimoine naturel

#### Natura 2000
- Site Natura 2000 « Risle, Guiel, Charentonne »[42].

#### ZNIEFF de type 1
- La cavité de l'abbaye du Bec-Hellouin[43].

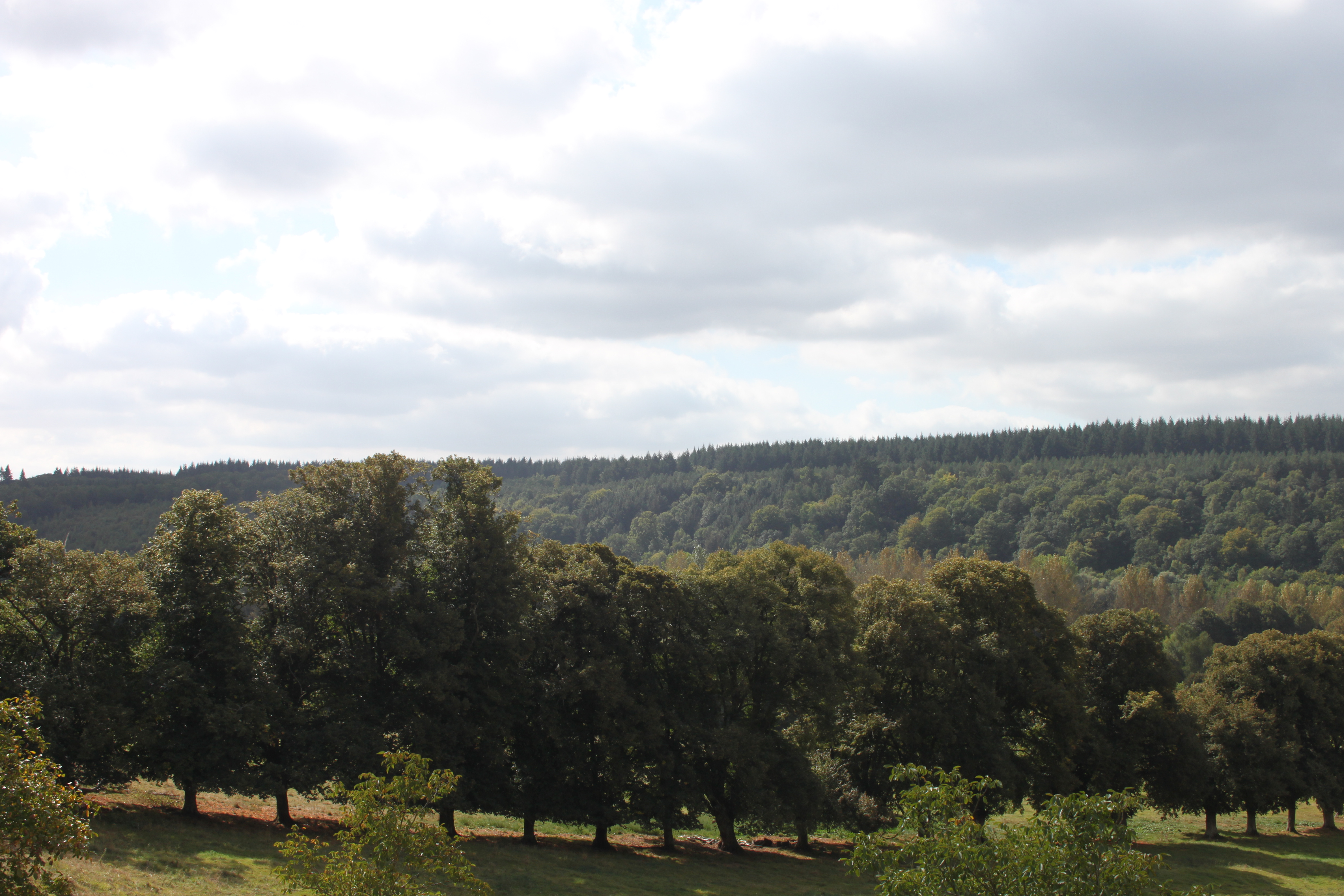
Vallée du Bec.

- Les prairies du Bec-Hellouin[44]. Le site des prairies du Bec-Hellouin comprend plusieurs parcelles de prairies humides et de mégaphorbiaies de part et d'autre d'un ruisseau central. Les prairies humides abritent deux espèces végétales essentielles : le gaillet des fanges (Galium uliginosum) et la dactylorhize négligée (Dactylorhiza praetermissa). Par ailleurs, sur les bordures du ruisseau, pousse la petite berle (Berula erecta).

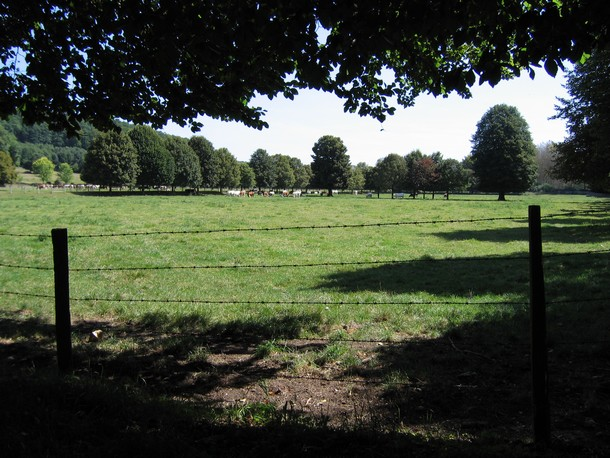
Le champ des Moines.

- Les prairies du Moulin du Cat[45]. Le champ des Moines. Le site des prairies du Moulin du Cat comprend un ensemble de prairies pâturées mésophiles à hygrophiles, ainsi que quelques tronçons de haies et une rangée de peupliers en bordure du Bec. Dans les parties les plus engorgées des prairies, poussent deux espèces essentielles : le gaillet des fanges (Galium uliginosum) et la véronique à écussons (Veronica scutellata). Par ailleurs, le râle d'eau (Rallus aquaticus), qui est un oiseau nicheur, se rencontre dans cette partie de la vallée du Bec.
- Les prairies et les petits bois de Mémoulin[46]. Cette zone comprend des prairies mésophiles à mésohygrophiles, parcourues de petits ruisseaux et fossés, et quelques haies bocagères. Des agrions de mercure ont élu domicile près du ruisseau du Bec.

#### ZNIEFF de type 2
- La vallée de la Risle de Brionne à Pont-Audemer, la forêt de Montfort[47].

#### Sites classés
- L'entrée de l'abbatiale du Bec-Hellouin  Site classé (1926)[48].

- La « vallée du Bec, écrin de l'abbaye du Bec-Hellouin »,  Site classé (2024)[49].

### Personnalités liées à la commune
- Yves de Chartres (ca 1040- ca 1115), évêque et canoniste (voir Jean Werckmeister, Le Prologue, Les Editions du Cerf, 1997, p. 13).
- Robert de Torigni (1110-1186), chroniqueur normand qui fut moine à l'abbaye Notre-Dame du Bec
- Jacques Nicolas Colbert. (1655-1707), ecclésiastique qui fut abbé de Notre-Dame du Bec.
- Nicolas Jean-Baptiste Pavie (1755-1829), homme politique né au Bec-Hellouin, député de l'Eure au Conseil des Cinq-Cents.
- Théodore Cahu (1854-1928), officier et écrivain qui fut maire de la commune à la fin du XIXe siècle.
- Edmond Adam (1816-1877), homme politique.
- Fernand Guey (1877-1964), peintre, conservateur des Musées de Rouen (1922-1949).
- dom Paul Grammont (1911-1989), 46ème abbé du Bec (1948-1986).
- Perrine et Charles Hervé-Gruyer, agriculteurs biologistes français, produisant en permaculture à la ferme du Bec-Hellouin[50].

### Héraldique
| Armes de Le Bec-Hellouin | Les armes de la commune de Le Bec-Hellouin se blasonnent ainsi : parti, au 1 de gueules à deux léopards d'or armés et lampassés d'azur l'un sur l'autre, à la champagne d'argent chargée d'une tierce ondée d'azur ; au 2 d'argent à l'abbaye du lieu au trait de sable. Les deux léopards d'or des armoiries du Bec-Hellouin rappellent les armoiries de la Normandie. |